# Microporella unca
Microporella unca is een mosdiertjessoort uit de familie van de Microporellidae. De wetenschappelijke naam van de soort is voor het eerst geldig gepubliceerd in 1998 door Mawatari & Suwa.